# La Tentation (roman)
Pour les articles homonymes, voir La Tentation.
La Tentation est un roman de Luc Lang paru le 21 août 2019 aux éditions Stock et récompensé du prix Médicis.

## Historique du roman
Retenu également dans la liste finale du prix Femina, La Tentation reçoit le 8 novembre 2019 le prix Médicis, (ce qui est la première fois pour les éditions Stock).

## Résumé
François Rey, un chirurgien lyonnais vieillissant, s'adonne à la chasse en solitaire en Savoie. Après deux jours de traque, un grand cerf apparaît dans la lunette de son fusil de chasse qu'il abat. Il rejoint en pick-up, avec le cerf blessé et encore vivant, le grand relais de chasse familial près de Lanslebourg et Modane où son fils Matthieu, un banquier new-yorkais, l'attend lors d'une visite qu'il fait à son père sans sa compagne Jennifer Lillianson, une mannequine américaine, restée à Annecy.

## Réception critique
Le Monde évoque « un livre flottant, [...] plusieurs scènes d'actions magistrales » et estime que « Luc Lang mérite mieux que toute cette beauté éparpillée ». Pour Le Figaro, La Tentation est un « roman sombre et puissant » qui « raconte l'histoire d'un monde en train de s'effondrer ».

## Éditions
- Coll. « La Bleue », Éditions Stock, 2019  (ISBN 978-2234087385)[5].